# Paracyclops intermedius
Paracyclops intermedius – gatunek widłonoga z rodziny Cyclopidae. Nazwa naukowa tego gatunku skorupiaków została opublikowana w 2009 roku przez australijskich hydrobiologów Danny'ego Tanga i Brentona Knotta ze School of Animal Biology, The University of Western Australia.